# Mejer Moissejewitsch Furschtschik
Mejer Moissejewitsch Furschtschik (russisch Меер Моисеевич Фурщик; * 1886 in Brazlaw; † 22. August 1944) war ein sowjetischer Philosoph.
Furschtschik war ein Vollmitglied des Instituts der Roten Professur. 1930 beteiligte er sich an der Kampagne gegen die dort leitende Deborin-Gruppe. Später geriet er in die Stalinschen Säuberungen. Am 9. Dezember 1937 wurde Furschtschik verhaftet, am 14. September 1938 zu zehn Jahren Lagerhaft verurteilt, die er nicht überlebte.

## Schriften (Auswahl)
- М.М.Фурщик: Философия марксизма и современная социал-демократия (Philosophie des Marxismus und die moderne Sozialdemokratie). Соцэкгиз, Москва, Ленинград 1936, S. 382.